# Épisodes des Filles de Caleb
Cet article présente les épisodes du feuilleton télévisé québécois Les Filles de Caleb.

## Épisode 1
- Québec : 18 octobre 1990
- France : 1er décembre 1992

## Épisode 2
- Québec : 25 octobre 1990
- France : 8 décembre 1992

## Épisode 3
- Québec : 1er novembre 1990
- France : 15 décembre 1992

## Épisode 4
- Québec : 8 novembre 1990
- France : 22 décembre 1992

C'est la visite annuelle de l'inspecteur Henri Douville à l'école d'Émilie. Il parle avec grandiloquence et son léger strabisme amuse les enfants. Il est plein de flatteries pour Émilie et traite Ovila, fils des Pronovost, d'un air supérieur; celui-ci n'aime pas être traité comme un enfant, surtout en présence d'Émilie. Après le départ des élèves, l'inspecteur félicite Émilie pour son excellent travail et lui manifeste un intérêt personnel. 

## Épisode 5
- Québec : 15 novembre 1990
- France : 29 décembre 1992

Ovide Pronovost, atteint de tuberculose, doit renoncer à Émilie qu'il convoitait en silence. Félicité, sa mère, le soigne et tente de le réconforter. Dosithée est attristé par l'état de son fils sur lequel il ne peut compter pour le seconder sur la terre. Il aimerait bien qu'Ovila prenne la relève, mais ce dernier n'aime pas le travail de ferme. 

## Épisode 6
- Québec : 22 novembre 1990
- France : 5 janvier 1993

Caleb Bordeleau contemple l'étalon des Pronovost qu'il voudrait bien faire accoupler avec la pouliche qu'il a achetée, de façon peu orthodoxe d'ailleurs, à son concurrent maquignon Elzéar Veillette. Plus tard, on retrouve les deux animaux qui se rencontrent dans l'enclos derrière l'école, sous les yeux ébahis de Caleb, d'Émilie, d'Ovila et de leur amie Berthe. 
En revenant de cette promenade, Émilie et Berthe se font des confidences. Berthe annonce à Émilie qu'elle entrera au Carmel (couvent). Plus tard, après la messe du dimanche, Caleb et Elzéar s'apostrophent au sujet des chevaux lors de l'encan annuel. 

## Épisode 7
- Québec : 29 novembre 1990
- France : 12 janvier 1993

C'est le retour d'Ovila des chantiers et les retrouvailles avec toute la famille. Félicité, sa mère, est énorme, car elle doit accoucher bientôt. Dosithée construit une plus grande maison pour accommoder la famille qui grandit et en faire la surprise à sa femme. 
Au petit matin suivant, Félicité ressent les premières douleurs et Dosithée s'en va chercher la sage-femme. Le médecin arrive peu de temps après et l'accouchement se fait dans d'atroces douleurs; l'enfant est mort-né. 

## Épisode 8
- Québec : 6 décembre 1990
- France : 19 janvier 1993

Ovila n'est pas revenu pour les fêtes de Noël. Dosithée se plaint, car il ne peut compter sur ce fils pour l'aider aux travaux de la terre, d'autant qu'Ovide et Lazarre sont faibles et malades. Émilie se confie par lettre à son amie Berthe et se plaint du silence d'Ovila. 
C'est le temps d'une autre visite de l'inspecteur à l'école. Devant une tasse de thé, Douville déclare sa flamme à Émilie. Celle-ci a appris qu'Ovila ne reviendra pas pour l'été. Douville, qui a déclaré son attachement à Émilie, revient visiter la famille Bordeleau pour les fêtes, les bras chargés de cadeaux. 

## Épisode 9
- Québec : 13 décembre 1990
- France : 26 janvier 1993

## Épisode 10
- Québec : 20 décembre 1990
- France : 2 février 1993

## Épisode 11
- Québec : 27 décembre 1990
- France : 9 février 1993

## Épisode 12
- Québec : 3 janvier 1991
- France : 16 février 1993

## Épisode 13
- Québec : 10 janvier 1991
- France : 23 février 1993

## Épisode 14
- Québec : 17 janvier 1991
- France : 2 mars 1993

## Épisode 15
- Québec : 24 janvier 1991
- France : 9 mars 1993

## Épisode 16
- Québec : 31 janvier 1991
- France : 16 mars 1993

## Épisode 17
- Québec : 7 février 1991
- France : 23 mars 1993

## Épisode 18
- Québec : 14 février 1991
- France : 30 mars 1993

## Épisode 19
- Québec : 21 février 1991
- France : 6 avril 1993

## Épisode 20
- Québec : 28 février 1991
- France : 13 avril 1993